# Putik
Putik is een bestuurslaag in het regentschap Kepulauan Anambas van de provincie Riau-archipel, Indonesië. Putik telt 1366 inwoners (volkstelling 2010).